# Quimet Sabaté Casanova
Quimet Sabaté Casanova (Móra la Nova, 7 de maig de 1936 — Barcelona, 29 de setembre de 2024) va ser un pintor català. Va treballar principalment la tècnica de l’oli. L’obra de Sabaté s’inspira en el surrealisme i incorpora una marcada càrrega eròtica, emprant sovint elements simbòlics com calaveres i bombolles. Un tret distintiu de la seva obra és la presència d’una segona signatura, representada per un rombe blanquinegre.
Sabaté va iniciar-se en el món de la pintura durant la seva infantesa, quan un professor va recomanar a la seva família que l'encoratgés a desenvolupar aquest talent. El 1950 es va traslladar a Barcelona, on va treballar en els Tallers Fontcuberta i es va formar amb el pintor Rossend González Carbonell. El seu germà bessó Joan Sabaté va ser clau en la seva trajectòria, ja que li va fer de marxant i es va encarregar de la venda de les seves obres, fet que li va permetre dedicar-se plenament a la pintura.
La seva producció artística, representada per centenars d'obres i influenciada per Salvador Dalí i Àngel Planells, inclou escenes urbanes de la Rambla de Barcelona i art eròtic, gènere que va explorar a partir dels anys setanta. Durant més de vint anys va residir en un estudi a la plaça del Portal de la Pau, des d'on va observar i retratar la vida de la Ciutat Comtal. El seu taller ha estat en ocasions obert al públic.
Algunes de les seves obres formen part de la col·lecció del Museu de l'Eròtica de Barcelona. Va deixar de pintar el 2017, coincidint amb la mort del seu germà. En data de 2021, la seva obra era gestionada per la seva neta, Mar Gómez Sabaté.